# Petra Busch
Petra Busch (* 1967 in Meersburg am Bodensee) ist eine deutsche Kriminalschriftstellerin, Journalistin, Texterin und Herausgeberin.

## Leben
Petra Busch studierte Mathematik, Informatik, Literaturgeschichte und Musikwissenschaften und promovierte als Stipendiatin in Mediävistik. Parallel zu Promotion absolvierte sie eine journalistische Ausbildung. Sie arbeitete an der Universität Freiburg, für verschiedene Zeitungen und europaweit agierende Werbeagenturen. Heute schreibt sie Psychokrimis für den großen Publikumsverlag Droemer Knaur, ist als Herausgeberin aktiv und textet freiberuflich für internationale Kunden aus Wissenschaft, Technik und Kultur. Ihre Arbeiten wurden mehrfach ausgezeichnet. Für ihren Kriminalroman Schweig still, mein Kind erhielt sie den renommierten Friedrich-Glauser-Preis für das beste Debüt des Jahres 2010 sowie das "Bloody Cover".
Die Autorin ist Mitglied im Syndikat (Autorengruppe deutschsprachiger Kriminalliteratur) und im Netzwerk Texttreff. Sie lebt im Nordschwarzwald. 2017 wurde ihre Erkrankung am Ehlers-Danlos-Syndrom festgestellt.

## Werke

### Belletristik

#### Moritz-Ehrlinspiel-Reihe

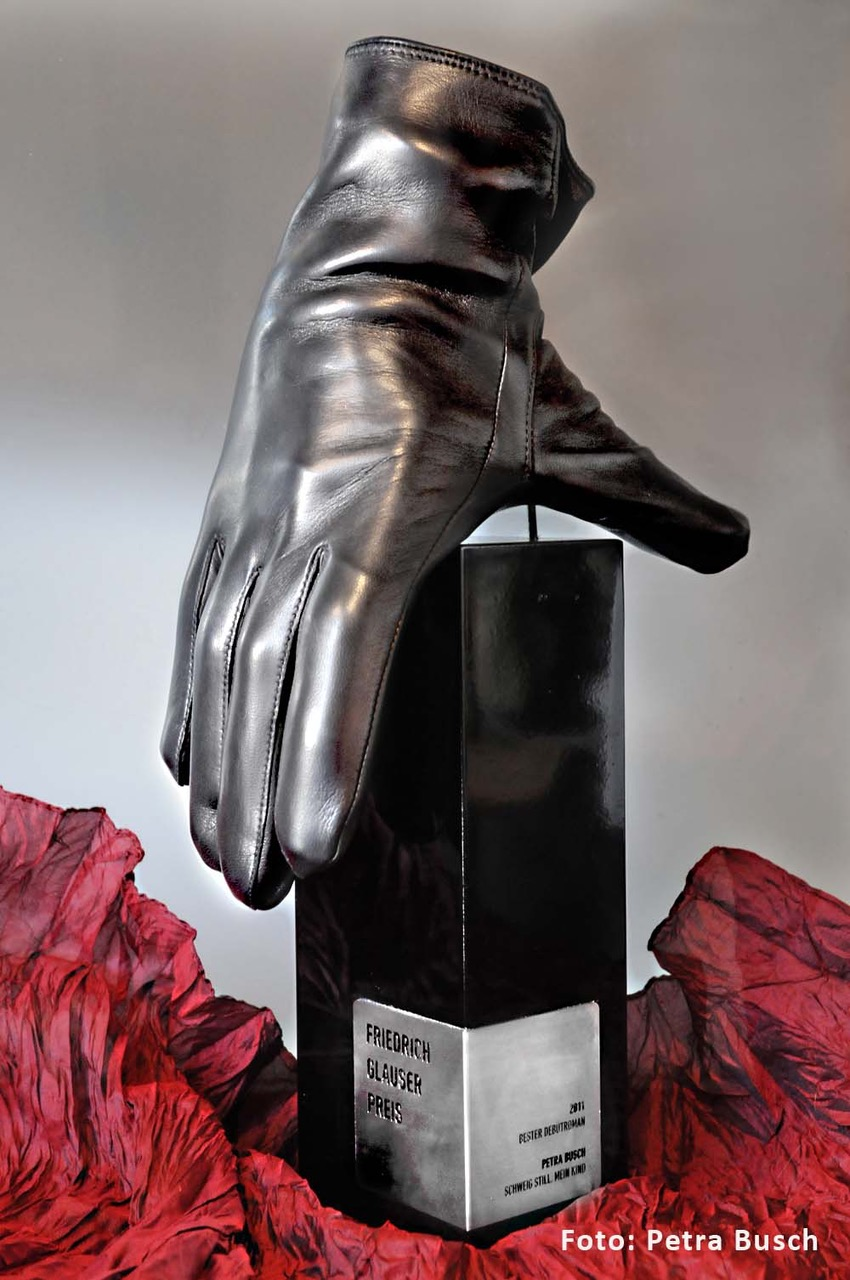
Friedrich-Glauser-Preis 2011 für Petra Busch: Bester Erstlingsroman
Schweig still, mein Kind (2010)

- Schweig still, mein Kind. Kriminalroman. Droemer Knaur 2010 (Friedrich-Glauser-Preis 2010), ISBN 978-3-426-50557-1.
- Mein wirst du bleiben. Kriminalroman. Droemer Knaur 2011, ISBN 978-3-426-50792-6.
- Zeig mir den Tod. Kriminalroman. Droemer Knaur 2013, ISBN 978-3-426-51124-4.
- Deine Seele so schwarz. Kriminalroman. Droemer Knaur 2017, ISBN 978-3-426-52130-4.

#### Thriller
- Das Lächeln des Bösen. Psychothriller. Droemer Knaur 2015, ISBN 978-3-426-51548-8.

#### Kurzgeschichten
- Vita reducta. In: Sebastian Fitzek (Hrsg.): P.S. Ich töte dich. 13 Zehn-Minuten-Thriller. Droemer Knaur 2010.
- Die klobalisierte Welt. In: Petra Busch (Hrsg.): Mördchen fürs Örtchen. Kurzkrimis für Geschäftige. KBV-Verlag 2011.
- Der Wattläufer. In: Regine Kölpin (Hrsg.): Deichleichen. Friesisch herbe Kurzkrimis vom Jadebusen bis zum Dollart. KBV-Verlag März 2011.
- Marzipanhonig. In: Rebecca Gablé & Thomas Hoeps (Hrsg.): Scharf geschossen. Die Krimi-Anthologie zur Frauen-Fußball-WM 2011. KBV-Verlag April 2011
- Die Erscheinung des Herrn. In: Michelle Stöger (Hrsg.): Maria, Mord und Mandelplätzchen. 24 Weihnachtskrimis von Sylt bis zur Zugspitze. Droemer Knaur Herbst 2011.
- Erich lacht. In: Johannes Engelke (Hrsg.): Glöckchen, Gift und Gänsebraten. 24 Weihnachtskrimis von Rügen bis ins Zillertal. Droemer Knaur Oktober 2012.
- Herberts Fest, oder: Alles voller Küken. In: Friederike Ney (Hrsg.): Tatort Tannenbaum. Kommissare feiern Weihnachten. Wunderlich November 2012.
- Nur ein Schneehase. In: Johannes Engelke (Hrsg.): Den nächsten, der "Frohe Weihnachten" zu mir sagt, bringe ich um. Droemer 2013.
- Die krumme Lisa. In: Cornelia Kuhnert (Hrsg.): Eiskalte Weihnachtsengel. Heyne, Oktober 2013.
- Der Taubenpflücker. In: Teresa Pütz (Hrsg.): Stollen, Schnee und Sensenmann. 24 Weihnachtskrimis von Flensburg bis zum Wörthersee. Droemer Knaur 2014.
- Die Katze im Sack. In: Erich Weidinger/Jeff Maxian (Hrsg.): Mords-Bescherung 2. Weihnachtskrimis aus den Alpen. Emons 2014.
- Die Endzeit. In: Elke Pistor (Hrsg.): Tod und Tofu. Biologisch-ökologische Kurzkrimis. KBV-Verlag 2014.
- Mamas achtzigster Geburtstag. In: Petra Busch (Hrsg.): Törtchen-Mördchen. Köstliche Kurzkrimis. KBV-Verlag 2015.
- Neonlichtlandschaft. In: Emily Mokick (Hrsg.): Türchen, Tod und Tannenbaum. 24 Weihnachtskrimis von Ostfriesland bis Südtirol. Droemer Knaur 2015.
- Der dreizehnte Lostag. In: Isabell Spanier (Hrsg.): Plätzchen, Punsch und Psychokiller. 24 Weihnachtskrimis von Sylt bis Wien. Droemer Knaur 2016.
- Wer googelt, stirbt. In: Greta Frank (Hrsg.): Makronen, Mistel, Meuchelmord. 24 Weihnachtskrimis von der Ostsee bis zu den Alpen. Droemer Knaur 2018.

#### Herausgeberschaft von Anthologien
- Mördchen fürs Örtchen: Kurzkrimis für Geschäftige. Anthologie. KBV-Verlag 2011, ISBN 978-3-942446-09-9.
- Törtchen-Mördchen. Köstliche Kurzkrimis. KBV-Verlag 2015, ISBN 978-3-95441-260-0.

### Wissenschaftliche Publikationen
- Die Vogelparlamente und Vogelsprachen in der deutschen Literatur des späten Mittelalters und der frühen Neuzeit. Zusammenstellung und Beschreibung des Textmaterials; Rekonstruktion der Überlieferungsgeschichte; Untersuchungen zur Genese, Ästhetik und Gebrauchsfunktion der Gattung (Beihefte zur Poetica; Bd. 24). Fink, München 2001, (zugl. Dissertation, Universität Freiburg, 1999), ISBN 3-7705-3513-8.